# Yves Vincent
Yves Vincent (* 5. August 1921 in Thônes; † 6. Januar 2016 in Montacher-Villegardin) war ein französischer Schauspieler.

## Leben
Yves Vincent wuchs im ostfranzösischen Thônes auf. Im Zweiten Weltkrieg war er als Soldat einige Zeit lang in Algerien und in Ägypten stationiert.
Nach dem Ende des Krieges absolvierte er eine professionelle Schauspielausbildung. Von 1946 bis 1994 wirkte er als Schauspieler vor der Kamera in mehr als 70 Film-und-Fernsehproduktionen mit. Während er zu Beginn seiner Karriere noch oftmals in einer Nebenrolle besetzt wurde, konnte er sich später auch als Charakterdarsteller in Hauptrollen beweisen. Er spielte auch mehrmals an der Seite von Louis de Funès. Im Jahr 1994 zog er sich aus dem Rampenlicht zurück.
Yves Vincent war dreimal verheiratet. Aus seiner ersten Ehe mit der Schauspielerin Jacqueline Huet (1929–1986) hatte er eine Tochter (* 1950). In zweiter Ehe war er von 1955 bis 2000 mit der Schauspielerin Nelly Borgeaud verheiratet. Aus der Ehe ging eine Tochter hervor, die Schauspielerin Isabelle Vincent (* 1956). Im Jahr 2003 heiratete er zum dritten Mal. Diese Ehe hielt bis zu seinem Tod am 6. Januar 2016 im Alter von 94 Jahren.

## Filmografie (Auswahl)
- 1946: Die Frau des Banknotenfälschers
- 1948: Die Abtrünnige
- 1950: Die Tänzerin von Marrakesch
- 1953: Madame Bovary
- 1953: Spartacus, der Rebell von Rom
- 1957: Männer, Frauen und andere Gefahren
- 1958: Kriminalpolizei
- 1959: Babette zieht in den Krieg
- 1961: Der Tod trägt keinen Smoking
- 1963: Muriel oder Die Zeit der Wiederkehr
- 1964: Meine Tage mit Pierre – meine Nächte mit Jacqueline
- 1968: Balduin, der Heiratsmuffel
- 1969: Onkel Paul, die große Pflaume
- 1970: Balduin, der Schrecken von St. Tropez
- 1971: Der Sex trinkt Champagner
- 1974: Impossible... Pas Francais
- 1981: Straße der verlorenen Engel
- 1982: Electre
- 1983: Ein mörderischer Sommer
- 1983: Surprise Party
- 1984: Rue Carnot
- 1985: Vincente
- 1988: Maigret (Fernsehserie, 1 Folge)
- 1988: Das ermordete Haus
- 1989–1994: Tribunal (Fernsehserie)